# 千葉佳裕
千葉 佳裕（ちば よしひろ、1979年4月29日 - ）は、日本の男子陸上競技選手。専門はハードル走で、400mハードルの自己ベストは日本歴代8位の48秒65、300mハードルでは35秒54のアジア最高記録保持者。現在は城西大学経営情報学部の助教授で、同大学陸上部の監督を務める。妻は400mハードル日本記録保持者の久保倉里美。

## 経歴
埼玉栄高校時代にインターハイの400mハードルで準決勝まで進出。
順天堂大学の4年時に、関東インカレの400mハードルで日本歴代5位（当時）の記録となる48秒65をマーク。
大学卒業後は富士通に入社。
2006年、大阪グランプリの400mハードルでセカンドベスト及び5年ぶりの48秒台となる48秒83をマーク。
2011年、城西大学の非常勤講師となり、同大学陸上部のコーチを務める。
2013年4月5日、女子400mハードル日本記録保持者の久保倉里美と結婚。
2014年春、城西大学陸上部の監督に昇格した。

## 自己ベスト
- 300mH　35秒54 （2003年7月27日・七尾市） *アジア最高記録
- 400mH　48秒65 （2001年5月20日・横浜市） *日本歴代8位

## 主要大会成績
- 1999年
  - 日本選手権 400mH 5位 50秒06

- 2000年
  - 日本選手権 400mH 5位 50秒16
  - アジア選手権 400mH 5位 50秒96

- 2001年
  - 日本選手権 400mH 4位 49秒95
  - ユニバーシアード 400mH 準決勝2組4着 50秒00 / 4×400mR 予選1組3着 3分07秒82（3走、決勝は未出場[4]）

- 2002年
  - 日本選手権 400mH 4位 49秒70
  - アジア選手権 400mH 4位 50秒24 / 4×400mR 3位 3分07秒09（3走）

- 2003年
  - 日本選手権 400mH 2位 49秒23
  - アジア選手権 400mH 8位 53秒22

- 2004年
  - 日本選手権 400mH 8位 51秒88

- 2005年
  - 日本選手権 400mH 準決勝失格

- 2006年
  - 日本選手権 400mH 4位 49秒74

- 2007年
  - 日本選手権 400mH 7位 50秒46